# Pieni-Vihtari
Pieni-Vihtari är en sjö i kommunen Heinävesi i landskapet Södra Savolax i Finland. Sjön ligger 107,1 meter över havet. Arean är 1,95 kvadratkilometer och strandlinjen är 17,32 kilometer lång. Sjön  ingår i Vuoksens huvudavrinningsområde.   Den ligger omkring 120 kilometer nordöst om S:t Michel och omkring 330 kilometer nordöst om Helsingfors. 
I sjön finns ön Suurisaari. 